# Reserva Natural de Luusika
A Reserva Natural de Luusika é uma reserva natural localizada no condado de Lääne-Viru, na Estónia.
A área da reserva natural é de 442 hectares.
A área protegida foi fundada em 1992 para proteger tipos valiosos de habitat e espécies ameaçadas na aldeia de Luusika (antiga freguesia de Laekvere).